# 大木正吾
大木 正吾（おおき しょうご、1922年（大正11年）3月26日 - 2004年（平成16年）3月17日）は、昭和から平成初期の労働運動家、政治家。衆議院議員（2期）、参議院議員（2期）。

## 来歴
千葉県山武郡松尾町（現・山武市）出身。
1937年（昭和12年）東京浅草寿町郵便局勤務。その後、日本大学法律科に入るが、1943年（昭和18年）に中退し軍務に就いた。
1948年（昭和23年）全逓信従業員組合中央執行委員。1950年（昭和25年）日本電信電話公社関東電気通信局に移り、1953年（昭和28年）に全電通書記長になる。1958年（昭和33年）委員長に就任。1962年（昭和37年）総評幹事。1970年（昭和45年）から6年間事務局長を務めた。
1977年（昭和52年）第11回参議院議員通常選挙で社会党から全国区に立候補して当選。1983年（昭和58年）第13回通常選挙（比例区、社会党）でも当選し参議院議員を2期務めた。1989年（平成元年）に参議院議員を引退。翌1990年（平成2年）の第39回衆議院議員総選挙で郷里の旧千葉3区から立候補して衆議院初当選。翌1993年（平成5年）の第40回総選挙（旧千葉3区、社会党）でも再選され、衆議院議員を2期務めた。この間、参議院逓信委員長、同産業・資源エネルギーに関する調査会長、社会党中央執行委員、同労働局長、総評顧問、全電通政治局員などを務めた。
1996年（平成8年）の第41回総選挙に出馬せず引退。2004年3月17日死去、81歳。死没日をもって正四位に叙される。

## 栄典
- 1997年 - 勲二等旭日重光章受章[1]
- 2004年 - 正四位

## 著作
- 『三千万人の春闘論 : 生活闘争から国民春闘へ』総合労働研究所、1976年。